# Cabra del Camp
Cabra del Camp là một đô thị trong ‘‘comarca’’ Alt Camp, Tarragona, Catalonia, Tây Ban Nha.

## Biến động dân số
| 1900 | 1930 | 1950 | 1970 | 1981 | 1986 |
| ---- | ---- | ---- | ---- | ---- | ---- |
| 981  | 839  | 763  | 457  | 409  | 421  |